# Ewa
Pour les articles homonymes, voir Ewa (homonymie).
Ewa, en nauruan Eoa, est un des quatorze districts de Nauru. Le district d'Ewa fait partie de la circonscription électorale d'Anetan.

## Géographie

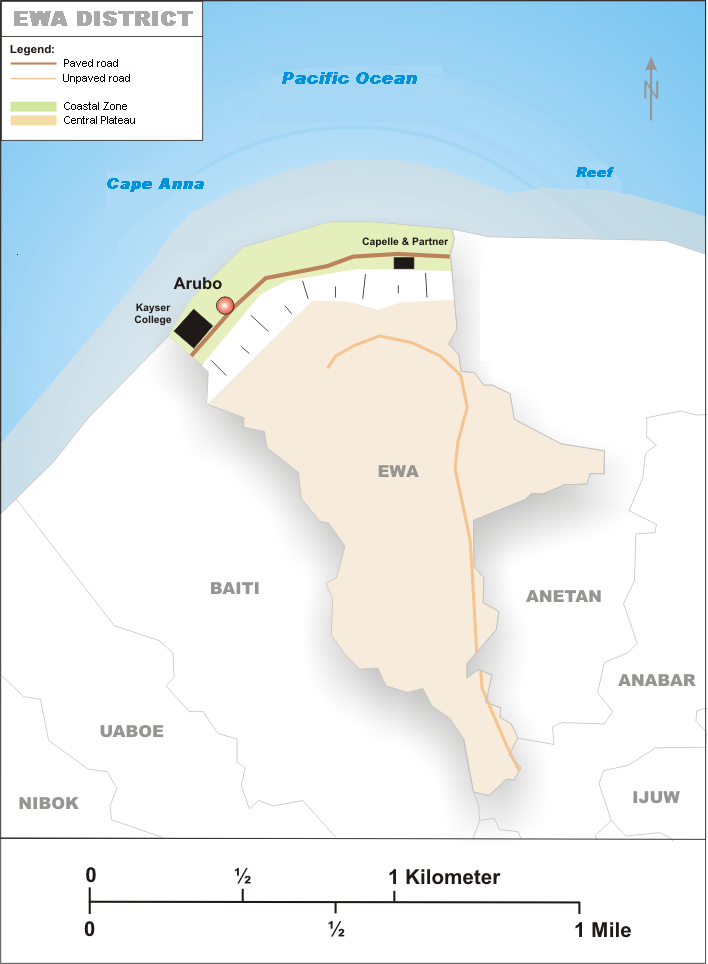
Carte du district d'Ewa.

Ewa se trouve dans le Nord de l'île de Nauru. Il est bordé par l'océan Pacifique au nord et par les districts d'Anetan à l'est, Anabar au sud-est et Baiti au sud-ouest. Le point le plus septentrional de Nauru, le cap Anna, est situé sur le territoire du district d'Ewa.
Son altitude moyenne est de 25 mètres (minimale : 0 mètre, maximale : 40 mètres) et sa superficie est de 1,2 km2 (septième rang sur quatorze).

## Infrastructures
La première école fondée à Nauru par les missionnaires catholiques en 1902 se trouvait à Ewa. Elle est devenue aujourd'hui le Kayser College, l'établissement scolaire offrant le niveau d'étude le plus élevé sur l'île. Le district accueille aussi sur son territoire le Capelle & Partner, le plus grand centre commercial et la plus grande entreprise privée de l'île.

## Population
Ewa est peuplé de 394 habitants (neuvième rang sur quatorze) avec une densité de population de 336,8 hab/km2.
La zone correspondant au district d'Ewa était composée à l'origine de douze villages : Abab, Aiburi, Anna, Anwer, Aramen, Arubo, Autibwere, Boreboren, Marerawua, Medang, Yoe et Yorangeb.